# Thomas Dähler

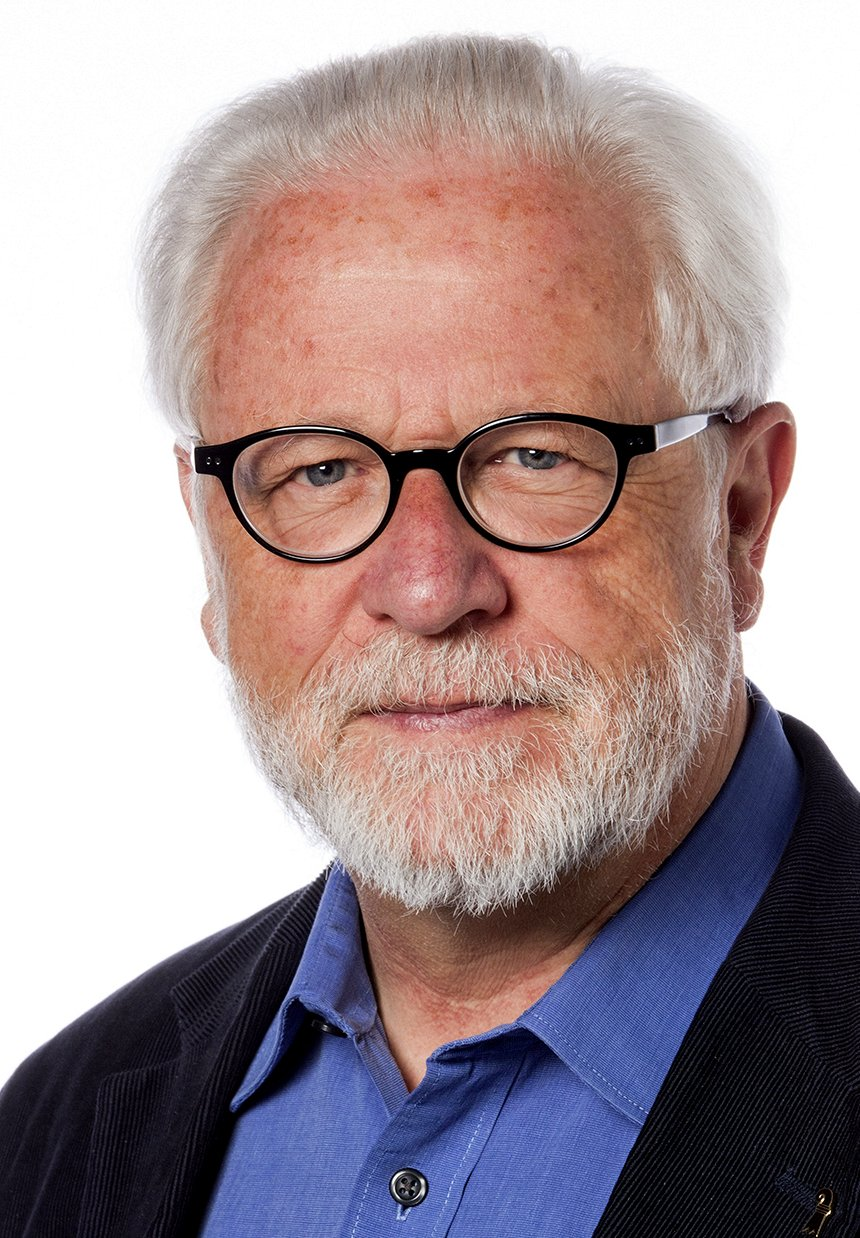
Thomas Dähler (2025)

Thomas Walter Dähler (* 16. März 1953 in Oberdiessbach BE) ist ein Schweizer Verkehrsingenieur, Autor und ehemaliger Politiker. Er war von 1991 bis 2003 Mitglied des Kantonsrats Zürich (FDP) und von 2004 bis 2018 Sekretär des Grossen Rates Basel-Stadt.

## Leben und beruflicher Werdegang
Thomas Dähler wuchs als ältestes von vier Kindern auf einem Bauernhof in Oppligen BE auf. Seine Schulzeit absolvierte er in Oppligen, Wichtrach und Schiers. Nach einer Lehre als Tiefbauzeichner beim Stadtbauamt Thun und einer Ausbildung als Programmierer begann er 1972 ein Studium an der ETH Zürich, wo er zunächst Mathematik und Physik studierte. Später wechselte er in die Abteilung Bauingenieurwesen und schloss 1981 als Verkehrsingenieur (Dipl. Bauing. ETH) mit einer Arbeit über Nachfragestösse im öffentlichen Verkehr ab.
Von 1982 bis 2003 war Thomas Dähler als Informatik-Projektleiter bei den Verkehrsbetrieben Zürich (VBZ) tätig, wobei sein Schwerpunkt auf der Angebotskommunikation und dem Unterhalt von Fahrplandaten lag. Nach seiner politischen Karriere übernahm er 2003 die Leitung des neu geschaffenen Parlamentsdienstes des Kantons Basel-Stadt, wo er bis zu seiner Pensionierung 2018 auch als Sekretär des Grossen Rates wirkte.
Nach seiner Pensionierung verfasste Dähler einen Praxiskommentar zur Geschäftsordnung des Grossen Rates Basel-Stadt und gründete dafür den Verlag parliaments.ch. Zudem realisierte er die Reaktivierung einer staatspolitischen Informationsplattform zu den Schweizer Kantonsparlamenten. Von 2020 bis 2021 war er im Auftrag der reformierten Kirchgemeinde der Stadt Zürich mit der Organisation des Parlaments dieser neu geschaffenen Institution betraut. Seit Juli 2021 ist er Mitglied des Kontrollorgans für die Aufsicht über den kantonalen Nachrichtendienst Basel-Stadt. Seit 2019 ist Dähler zudem Sekretär des Regionalkomitees Basel der Stiftung Solidarität mit der Welt.

## Besondere Projekte
1971 und 1972 war Thomas Dähler Teilnehmer am Wettbewerb Schweizer Jugend forscht. Mit einer Arbeit über «Die Berechnung von Zugkräften auf Freileitungsmasten» wurde er 1971 mit einem zweiten Rang prämiert. Ein Jahr später erreichte er zusammen mit Jörg Steiner aus Winterthur mit der Arbeit «Die biquadratische Parabel als Übergangskurve im Strassenbau» den ersten Rang und gewann eine Teilnahme am europäischen Contest of Young Scientists, wo die beiden Lehrlinge ebenfalls einen ersten Rang erzielten.
1974 berechnete Thomas Dähler den genauen Standort des Nullpunkts der Schweizer Landeskoordinaten (LV03) bei St. Émilion in der Nähe von Bordeaux (600 km westl. und 200 km südl. von Bern) und fixierte den Nullpunkt vor Ort.
Mit der Landesvermessung 1995 (LV95) erhielt die Schweiz neue Koordinaten und der neue Nullpunkt liegt seither 2600 km westl. und 1200 km südlich von Bern im Atlantik. Weil er dort nicht dauerhaft materialisiert werden kann, montierte Thomas Dähler im April 2018 am westlichsten Gebäude der Insel Madeira, dem Leuchtturm von Ponta do Pargo eine Hinweistafel auf den neuen Nullpunkt 260 km weiter westlich.

## Politische Laufbahn
Dähler wurde 1991 als Vertreter der FDP für den Wahlkreis II (Zürcher Stadtkreise 3 und 9) in den Kantonsrat Zürich gewählt. 1992 wurde er Mitglied des Büros des Kantonsrates (heute Geschäftsleitung) und fungierte als Sekretär des Parlaments. Er war Präsident der Redaktionskommission und Vorsitzender des Justiz-Ausschusses der FDP-Fraktion. Im Amtsjahr 2002/2003 wurde Dähler zum Präsidenten des Zürcher Kantonsrats gewählt. Nach seiner Berufung zum Leiter des Parlamentsdienstes des Kantons Basel-Stadt legte er 2003 seine politischen Ämter nieder.

## Privates
Seit 1972 lebt Dähler in der Stadt Zürich und zeitweise in Basel. Er ist verheiratet und hat zwei erwachsene Kinder.